# 佩里耶 (洛特省)
佩里耶（法語：Peyrilles，法語發音：[peʁij]）是法国洛特省的一个市镇，属于古尔东区。

## 地理
佩里耶（44°37'11"N, 1°24'52"E）面积28.41 平方千米，位于法国奧克西塔尼大區洛特省，该省份为法国西南部内陆省份，北起顺时针与科雷兹省、康塔爾省、阿韦龙省、塔恩-加龙省、洛特-加龍省和多尔多涅省接壤。
与佩里耶接壤的市镇（或旧市镇、城区）包括：孔科雷斯、代加尼亚克、日古扎克、拉韦康蒂耶尔、蒙塔梅勒、圣日耳曼迪贝莱尔、泰迪拉克、于泽克。

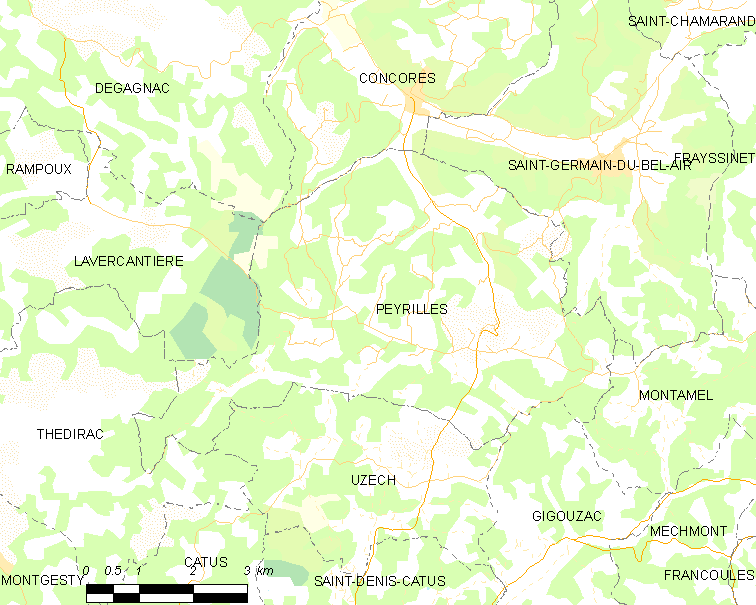
的OSM定位图

佩里耶的时区为UTC+01:00、UTC+02:00（夏令时）。

## 行政
佩里耶的邮政编码为46310，INSEE市镇编码为46219。

## 政治
佩里耶所属的省级选区为科斯和布里亚讷县。

## 人口

1962-2008年间人口变化图示

佩里耶于2022年1月1日时的人口数量为346人。